# 데니스 홀
데니스 윌리엄 홀(영어: Dennis William Hall, 1971년 2월 5일~)은 미국의 전직 레슬링 선수, 종합격투기 선수이다. 올림픽에 3회 참가했으며 1996년 하계 올림픽 그레코로만형 밴텀급에서 은메달을 획득했다. 또한 세계 선수권 대회에서 금메달 1개, 동메달 1개를 획득했고 팬아메리칸 게임에서 금메달 2개를 획득했다.